# Esselte
Die Esselte-Gruppe ist ein führender Hersteller von Büroartikeln mit einem jährlichen Umsatz von etwa 1,2 Mrd. US-Dollar und Niederlassungen in 27 Ländern. Das Unternehmen mit Hauptsitz in Luxemburg beschäftigt rund 5000 Mitarbeiter weltweit. Esselte vertreibt mehr als 30.000 verschiedene Bürobedarfsartikel in mehr als 120 Ländern. Die Hauptmarken  sind Esselte, Oxford, Pendaflex, Rapid und Xyron.

## Geschichte
1913 schlossen sich 13 selbständige schwedische Unternehmen des grafischen Bereiches zu SLT (Sveriges Litografiska Tryckerier – dt. Schwedens lithografische Druckereien) zusammen. Durch zahlreiche Firmenübernahmen wuchs das Unternehmen und bot bald Produkte auf Basis des Werkstoffs Papier an. In den 1960er Jahren bestand SLT aus einer unüberschaubar gewordenen Anzahl an Geschäftsbereichen. Deshalb begann man 1964 mit einer drastischen Umstrukturierung. Ähnliche Geschäftsbereiche wurden zusammengelegt und unrentable Unternehmen verkauft.
Am 1. August 1970 benannte sich die Unternehmensgruppe in Esselte AB (eSeLTe, Aktiengesellschaft) um und begann, sich auf Büroprodukte zu konzentrieren. Ein erster Schritt dahin war die Übernahme der Benson's International Systems Ltd, des weltgrößten Ringbuchherstellers. Weitere Käufe folgten in den nächsten Jahren:
- 1976 Oxford Pendaflex Corp. – ein US-amerikanischer Hersteller von Hängeregister-Systemen
- 1978 DYMO Industries Inc. – Hersteller von Schriftband-Prägegeräten und Preisetikettierungssystemen
- 1981 Letraset Ltd. – Abreibeschriften
- 1998 Leitz – Deutschlands größter Hersteller von Produkten für den Bürobedarf

Im Jahre 2002 erwarb das US-amerikanische Private-Equity-Unternehmen J.W. Childs 97 % der stimmberechtigten Anteile von Esselte. 2005 veräußerte Esselte das Etikettierungsunternehmen DYMO an Newell Rubbermaid, einen globalen Konsumgüterhersteller, für etwa 730 Millionen USD. Mit den Einnahmen aus dem Verkauf wollte Esselte Schulden abbauen und sich stärker auf die Bereiche Ordnungssysteme, Bürobedarf und Kunsthandwerkerbedarf konzentrieren.
Im Jahr 2016 veräußerte J.W. Childs seine Anteile an Esselte an die amerikanische Acco Brands.